# 공무원연금급여재심의위원회
공무원연금급여재심의위원회는 공무원 및 유족의 연금수급권 및 재해보상 등에 관한 권리구제를 위하여 설치된 대한민국 안전행정부 소속의 정부위원회이다. 위원회 성격은 의결위원회이다.

## 설치 근거
- 공무원연금법 제80조

## 기능
- 급여에 관한 결정, 기여금의 징수 기타 공무원연금법상 급여에 관한 청구심사

## 구성
- 위원장 : 위촉직
- 위원
  - 위촉직(9) : 법조계 3명, 의료계 3명, 공무원 3명

## 운영
- 본회의